# Sulcarius biannulatus
Sulcarius biannulatus là một loài tò vò trong họ Ichneumonidae.